# Henri Rouvière

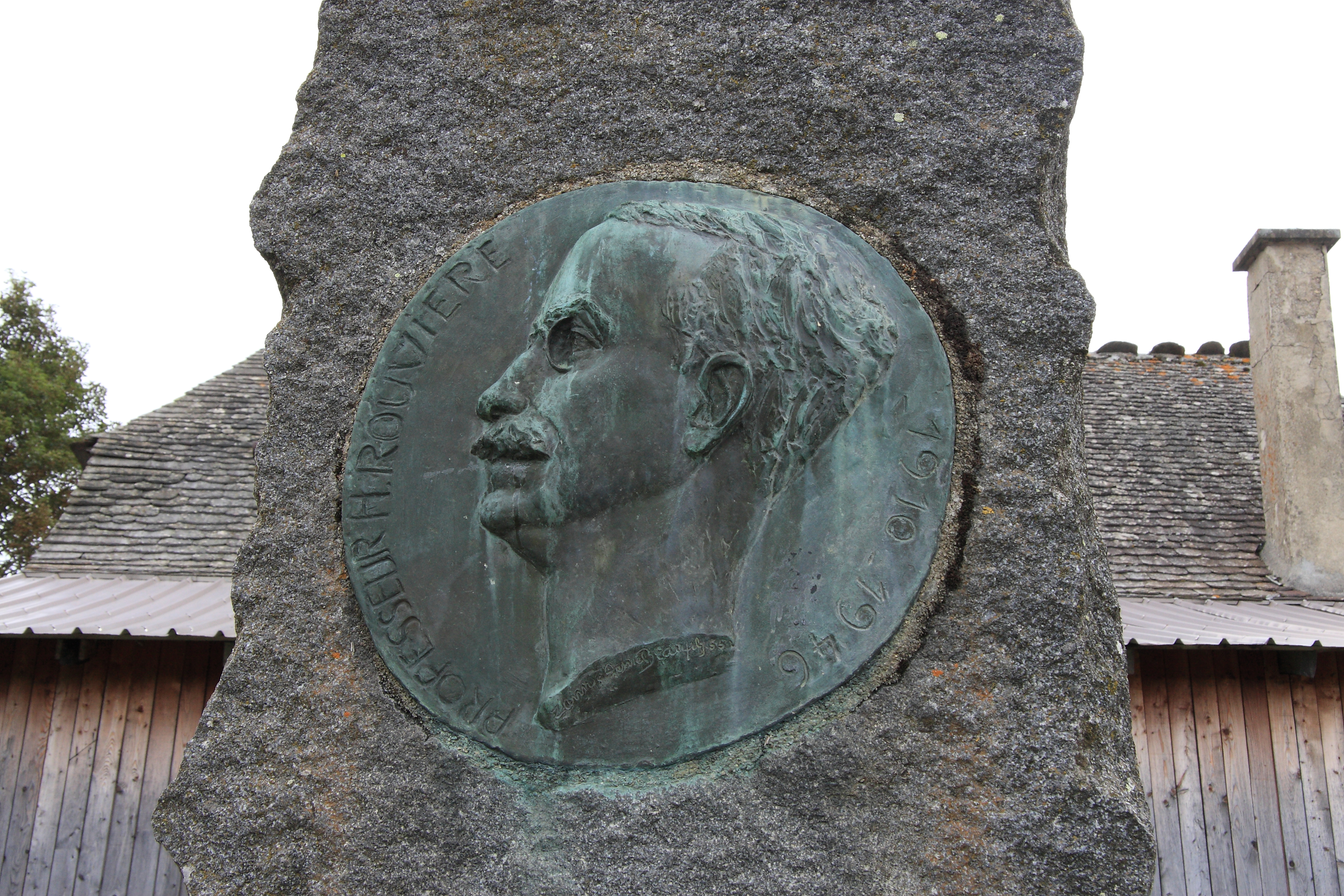
Pomnik Henriego Rouvière'a w rodzinnym Bleymard

Henri Rouvière (ur. 23 grudnia 1876 w Bleymard (Lozère), zm. 26 października 1952) - lekarz i anatom francuski.
Studiował w Montpellier, gdzie otrzymał tytuł doktora medycyny w 1903 roku. Od 1910 roku piastował stanowisko profesora anatomii na Wydziale Lekarskim w Paryżu, od 1927 roku członek Narodowej Akademii Medycyny.
Rouvière znany jest z publikacji pt. Anatomia ludzkiego układu limfatycznego (fr. Anatomie des Lymphatiques de l'Homme), którą opublikował w 1932 roku. Przedstawił w niej w sposób wyczerpujący opis układu limfatycznego, klasyfikację węzłów chłonnych i związane z nimi rejony drenażu limfy. 
Od jego nazwiska wywodzi się nazwa węzła Rouvière'a, którą to określa się najwyższy w grupie bocznej węzeł chłonny zagardłowy, zlokalizowany u podstawy czaszki.